# Flughafen Kaduqli

i7
i11
i13
Der Flughafen Kaduqli (arabisch مطار كادوقلي, IATA-Flughafencode: KDX, ICAO-Code: HSLI) ist ein Verkehrsflughafen der Stadt Kaduqli in Sudan.

## Geschichte
Der Flughafen wird von der United Nations Mission In Sudan für Einsätze in der Region benutzt.
Im Juni 2011 griff die Sudan People’s Armed Forces Kaduqli an. Die dabei eingesetzten Luftangriffe richteten sich gezielt gegen Start- und Landepisten.